# Dolores Gallardo
María Dolores Gallardo Núñez (Sevilla, Andalúzia, 1993. június 10. –) spanyol válogatott labdarúgó, az Atlético Madrid hálóőre.

## Pályafutása

### Válogatott
2010-ben aranyérmet szerzett az U17-es Európa-bajnokságon, valamint 2018-ban a minden évben Cipruson megrendezett Ciprus-kupán. A spanyol válogatottal részt vett a 2013-as és a 2017-es Európa-bajnokságon, valamint a 2015-ös és a 2019-es világbajnokságon.

## Sikerei, díjai

### Klub
Spanyol bajnok (3):
- Atlético Madrid (3): 2016–17, 2017–18, 2018–19

 Spanyol kupagyőztes (1): 
- Atlético Madrid (1): 2016

 Francia kupagyőztes (1): 
- Olympique Lyon (1): 2020

Bajnokok Ligája győztes (1):
- Olympique Lyon (1): 2019-20

### Válogatott
Spanyolország
- U17-es Európa-bajnoki aranyérmes (1): 2010
- U17-es világbajnoki bronzérmes (1): 2010
- Ciprus-kupa győztes: 2018
- SheBelieves-kupa ezüstérmes: 2020[2]